# Président de la Douma d'État
Le président de la Douma d'État de l'Assemblée fédérale de la fédération de Russie (en russe : Председатель Государственной Думы Федерального собрания Российской Федерации), aussi appelé orateur (спикер), est le président de la chambre basse du parlement russe. C'est la quatrième position la plus élevée, après le président, le premier ministre et le président du Conseil de la fédération, dans le gouvernement de la Russie. Ses responsabilités comprennent la supervision des affaires courantes de la Douma d'État, la présidence et le maintien de l'ordre lors des sessions ordinaires du parlement. Le Président préside également le Conseil de la Douma qui comprend des représentants de tous les partis parlementaires et détermine le programme législatif.
Le président de la Douma peut intervenir et exprimer ses opinions mais est censé être impartial dans ses activités lors des sessions ordinaires du parlement.

## Histoire

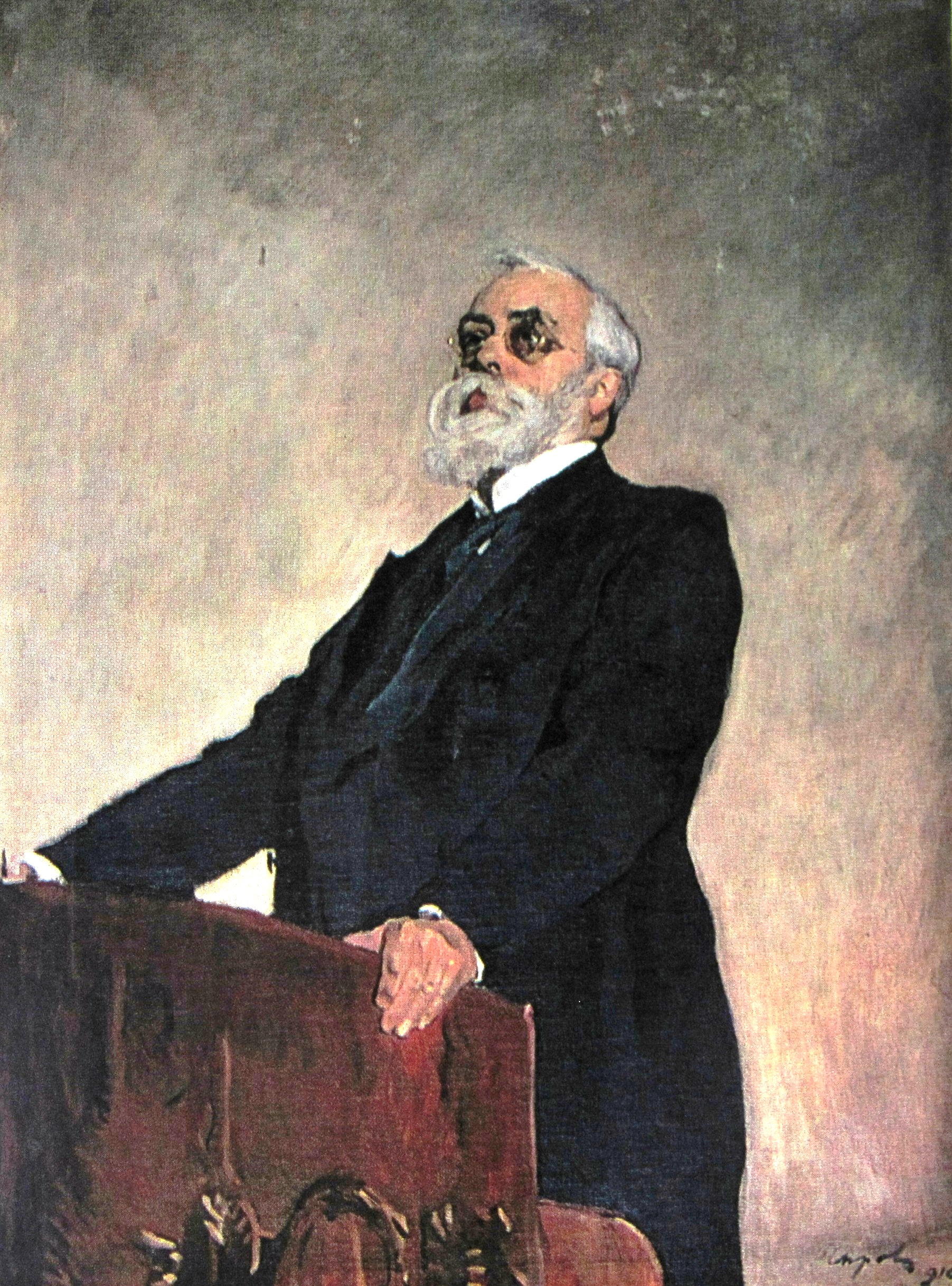
Sergueï Mouromtsev, le premier président de la Douma d'État.

Le poste de président de la Douma d'État a été créé le 27 avril 1906, lors de la création de la Douma d'État de l'Empire russe. Le premier président était Sergueï Mouromtsev. Ce poste a existé pendant 11 ans durant lesquels cinq personnes ont occupé ce poste. Il a été aboli avec la Douma d'État après la Révolution russe. Il a été restauré après 76 ans, après la dissolution de l'Union soviétique et la crise constitutionnelle de 1993. Le premier président de la Douma d’État après la restauration du poste était Ivan Rybkine.
Depuis janvier 1998, le président de la Douma d'État est également membre du Conseil de sécurité de la fédération de Russie.
Le président actuel Viatcheslav Volodine a été élu le 5 octobre 2016.

## Élection
Selon l'article 101 de la Constitution russe et le Règlement de la Douma d'État, le président est élu parmi ses membres au scrutin secret, en utilisant les bulletins de vote des candidats qui ont le droit de nommer des associations de députés et des députés. La Douma d'État peut décider de tenir un vote ouvert.

### Derniers résultats des élections
| Candidat                    | Votes | %      |
| --------------------------- | ----- | ------ |
| √ Viatcheslav Volodine (UR) | 360   | 80,0 % |
| Dmitri Novikov (CPRF)       | 61    | 13,6 % |
| Abstention                  | 29    | 6,4 %  |

## Mission et responsabilités

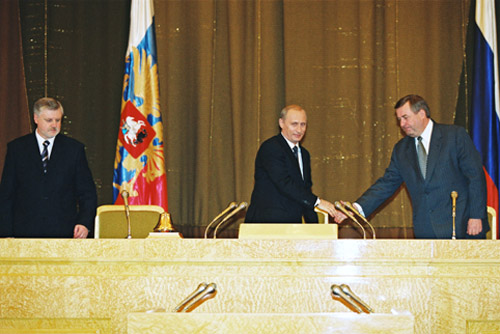
Le président Guennadi Selezniov (à droite) avec le président Vladimir Poutine et le président du Conseil de la fédération Sergueï Mironov lors du discours présidentiel de 2002 à l'Assemblée fédérale.

Selon l'article 11 du Règlement de la Douma d'État, le président :
- Préside les réunions de la chambre ;
- Est responsable du règlement intérieur de la Chambre conformément à la Constitution russe et aux pouvoirs qui lui sont conférés par le Règlement de la Douma ;
- Organise les travaux du Conseil de la Douma ;
- Gère l'activité de l'appareil de la Douma ;
- Nomme et révoque le chef de cabinet de la Douma d'État avec le consentement du Conseil de la Douma ;
- Soumet au Comité de la Douma les règles et l'organisation du travail de la Douma ;
- Approuve les prévisions budgétaires de la Douma ;
- Représente la chambre dans les relations avec les autres institutions ;
- Est impliqué dans les procédures de conciliation utilisées par le Président pour résoudre les désaccords entre les organes du pouvoir d'État de la fédération de Russie et les organes du pouvoir d'État des sujets de la fédération, ainsi qu'entre organes du pouvoir d'État des sujets de la fédération ;
- Charge le Conseil scientifique de légiférer, de procéder à l'examen des lois ;
- Signe les résolutions de la Douma ;
- Envoie au Conseil de la fédération pour examen les amendements à la Constitution russe et aux lois fédérales et constitutionnelles approuvés par la Douma ;
- Envoie au président de Russie les lois fédérales adoptées par la Douma ;
- Donne des ordres et des instructions sur les questions soumises à sa compétence ;
- Ordonne de soumettre à la Douma d'État un projet de résolution de la Douma d'État et les documents qui s'y rapportent au comité compétent pour examen et fixe la période de préparation du projet de résolution de la Douma d'État pour examen par la chambre ;
- Dirige les conclusions de la Chambre publique par les résultats de l'examen du projet de loi en commission de la Douma d'État ;
- Durant les périodes de vacance entre les sessions de la Douma, envoie le projet de loi fédérale sur le budget fédéral ;
- Invite les ministres fédéraux et autres fonctionnaires à répondre aux questions des députés ;
- Présente une communication sur la nomination et la cessation anticipée des mandats des représentants de la Douma au sein des conseils de surveillance des organisations créées par la fédération de Russie sur la base des lois fédérales ;
- Invite le Gouvernement de la Russie à participer aux travaux de la Commission d'enquête sur les causes de la survenance de circonstances de nature extraordinaire et la liquidation de leurs conséquences au Comité compétent pour préparer des propositions sur la composition de la commission.

Le Président de la Douma d'État peut, à sa seule discrétion, inclure dans le projet de procédure de travail des questions d'État :
- Sur l'élection au poste vacant de vice-président de la Douma ;
- A propos des postes vacants dans les comités et commissions de la Douma.

## Anciens présidents vivants
En mars 2023, il y avait trois anciens présidents encore en vie. Le dernier décès d'un ancien président est celui de Guennadi Selezniov (1996-2003) le 19 juillet 2015, à l'âge de 67 ans.

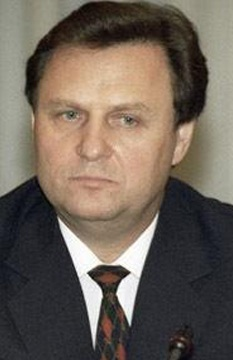
Ivan Rybkine (1994–1996).
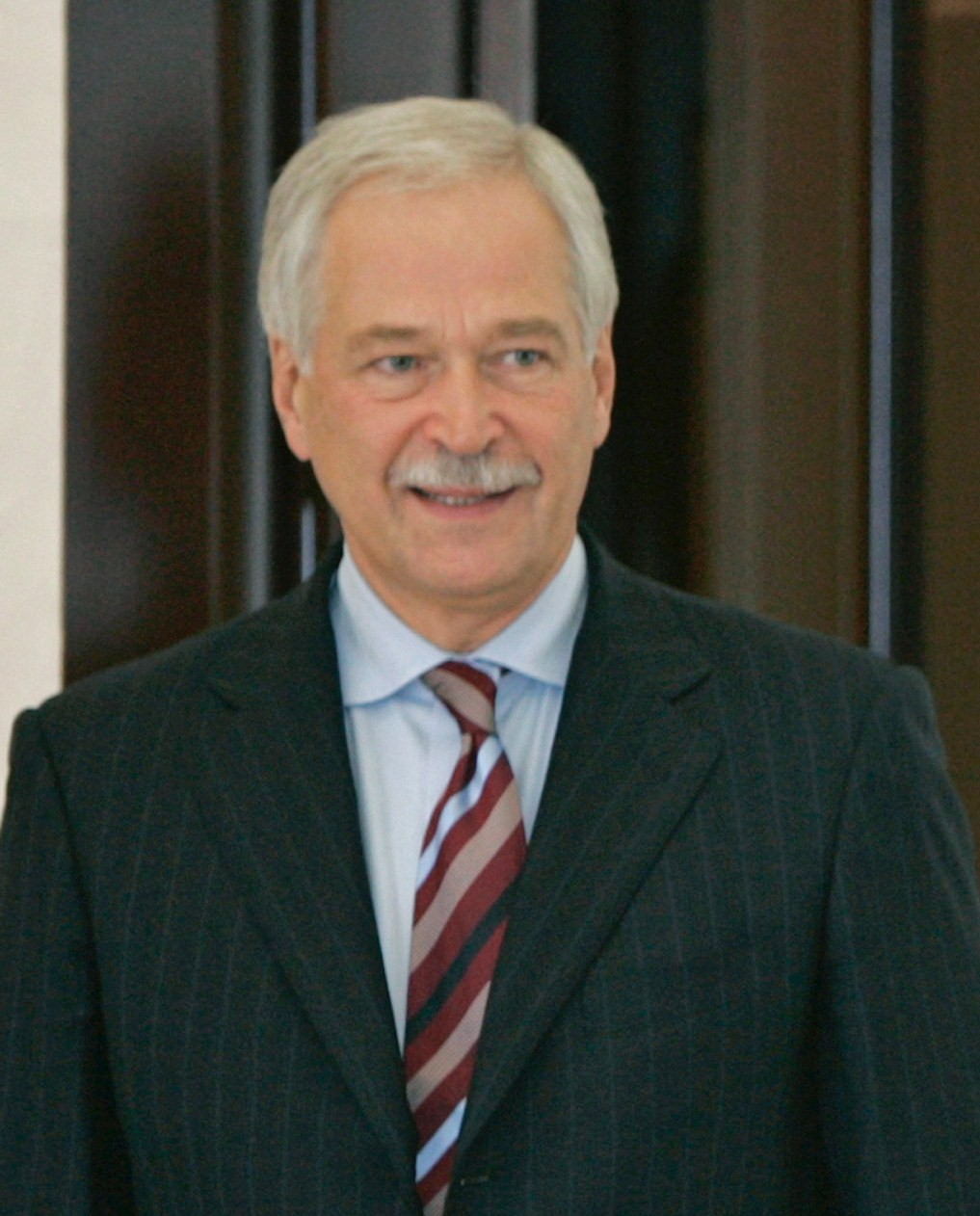
Boris Gryzlov (2003–2011).
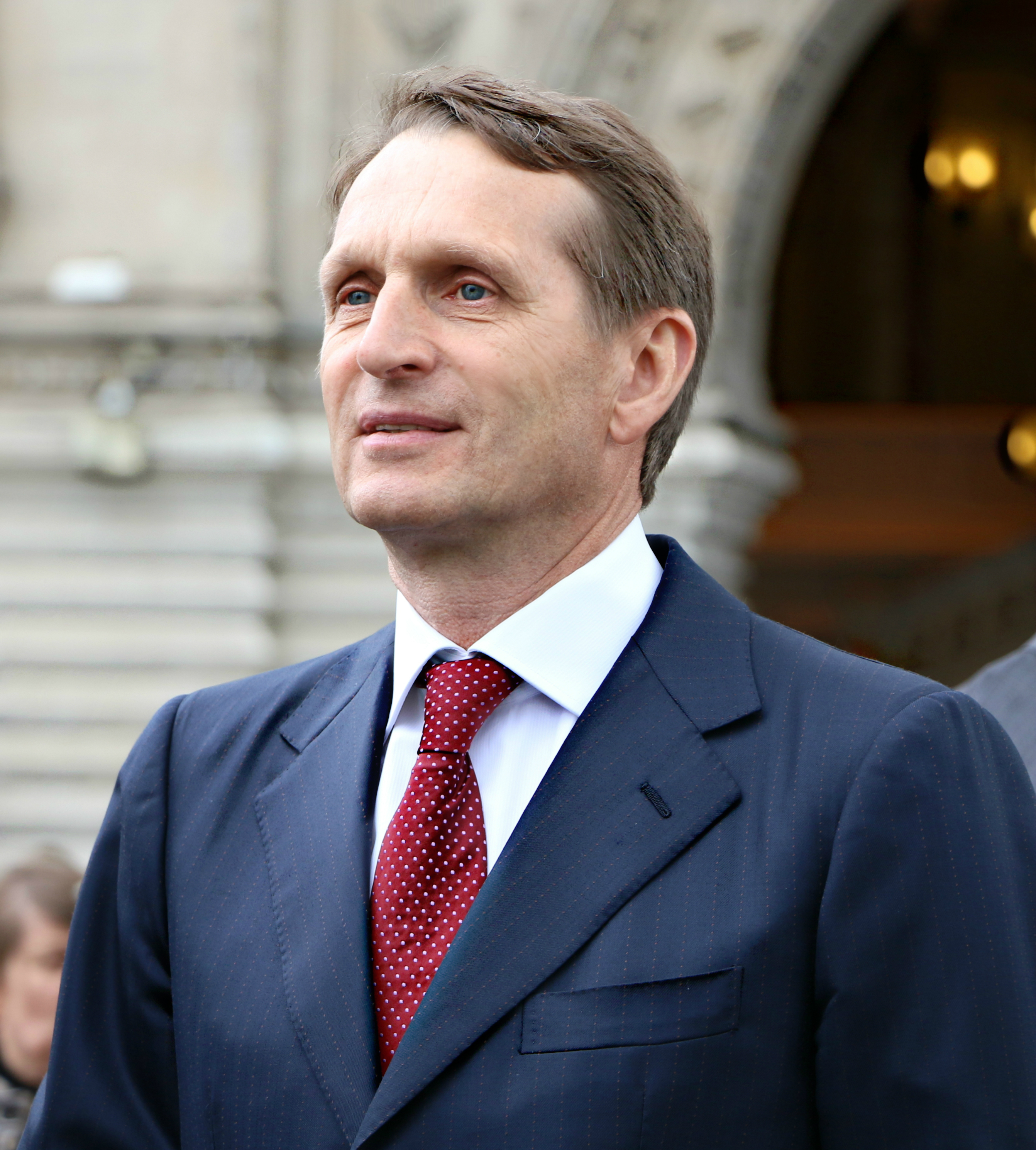
Sergueï Narychkine (2011-2016).